# Epidermolisi bollosa semplice
L'epidermolisi bollosa semplice (chiamata anche EBS dall'acronimo inglese) è la forma più lieve e più comune di epidermolisi bollosa ereditaria, una genodermatosi caratterizzata dalla formazione di bolle in seguito a lievi traumi.

## Epidemiologia
È la forma più comune di epidermolisi bollosa con un'incidenza di 10,75 casi ogni 100 000 abitanti e una prevalenza di 4,60 casi ogni 100 000 abitanti. Si pensa, tuttavia, che questi dati siano sottostimati in quanto una parte delle forme più lievi sfugge alla diagnosi. Non sembrano esservi differenze a seconda del sesso, etnia o nazionalità.

## Classificazione
Le epidermolisi bollose semplici vengono distinte in soprabasali e basali a seconda del livello a cui si forma la bolla rispetto allo strato basale dell'epidermide. Possono poi essere ulteriormente classificate a seconda del gene mutato e in base alle caratteristiche cliniche.
| Sottotipo                                                                 | Tipo        | Ereditarietà | Gene                              | Proteina                                                                             | Gravità            |
| ------------------------------------------------------------------------- | ----------- | ------------ | --------------------------------- | ------------------------------------------------------------------------------------ | ------------------ |
| Epidermolisi bollosa semplice superficiale                                | soprabasale | AD           | ?                                 | ?                                                                                    | lieve              |
| Epidermolisi bollosa semplice da deficit di placofilina 1                 | soprabasale | AR           | PKP1                              | placofilina 1                                                                        | severa             |
| Epidermolisi bollosa semplice localizzata                                 | soprabasale | AR           | KRT5, KRT14, COL17A1, ITGB4, PLEC | cheratina 5, cheratina 14, collagene di tipo XVII, integrina (subunità β4), plectina | lieve              |
| Epidermolisi bollosa semplice generalizzata intermedia                    | basale      | AD           | KRT5, KRT14                       | cheratina 5, cheratina 14                                                            | intermedia         |
| Epidermolisi bollosa semplice generalizzata severa                        | basale      | AD           | KRT5, KRT14                       | cheratina 5, cheratina 14                                                            | severa             |
| Epidermolisi bollosa semplice con pigmentazione a chiazze                 | basale      | AD           | KRT5, KRT14 (raro)                | cheratina 5, cheratina 14                                                            | lieve o intermedia |
| Epidermolisi bollosa semplice con eritema migrante circinato              | basale      | AD           | KRT5                              | cheratina 5                                                                          | intermedia         |
| Epidermolisi bollosa semplice autosomico recessiva legata a cheratina 14  | basale      | AD           | KRT14                             | cheratina 14                                                                         | intermedia         |
| Epidermolisi bollosa semplice autosomico recessiva legata alla distonina  | basale      | AR           | DST-e                             | distonina                                                                            | intermedia         |
| Epidermolisi bollosa semplice autosomico recessiva legata all'exofilina 5 | basale      | AR           | EXPH5                             | exofilina 5                                                                          | lieve              |
| Epidermolisi bollosa semplice legata a deficit di desmoplachina           | basale      | AR           | DSP                               | desmoplachina                                                                        | letale             |
| Epidermolisi bollosa semplice legata a deficit di placoglobina            | basale      | AR           | JUP                               | placoglobina                                                                         | letale             |
| Epidermolisi bollosa semplice associata a distrofia muscolare             | basale      | AR           | PLEC                              | plectina                                                                             | severa             |
| Epidermolisi bollosa semplice associata ad atresia pilorica               | basale      | AR           | PLEC                              | plectina                                                                             | letale             |
| Epidermolisi bollosa semplice tipo Ogna                                   | basale      | AD           | PLEC                              | plectina                                                                             | severa             |

## Patogenesi
L'epidermolisi bollosa semplice è causata da mutazioni in geni che codificano per proteine costituenti i filamenti intermedi, gli emidesmosomi e i desmosomi. Le mutazioni vengono trasmesse con modalità autosomica dominante o autosomico recessiva.
I filamenti intermedi consentono ai cheratinociti di mantenere la loro forma garantendo al contempo una certa flessibilità. Le cheratine 5 e 14 costituiscono la coppia maggiormente espressa nello strato basale dell'epidermide. Nelle forme severe di EBS le mutazioni si riscontrano nelle regioni iniziali o terminali di KRT5 o KRT14, fondamentali per la polimerizzazione dei monomeri della proteina. Ne deriva una disorganizzazione del citoscheletro che compromette l'ancoraggio dei filamenti intermedi agli emidesmosomi e ai desmosomi. Nelle forme lievi le mutazioni si localizzano in tratti che non compromettono significativamente la funzionalità della proteina.
La transglutaminasi 5 è coinvolta nella differenziazione terminale dell'epidermide e nel cross-linking tra le cheratine, involucrina, loricrina e filaggrina.
L'exofilina 5 è una proteina effettrice di Rab27B ed è coinvolta nella regolazione del trasporto vescicolare intracellulare lungo i microtubuli e i filamenti di actina.
Le mutazioni a carico di geni (DSP, PKP1, JUP, PLEC) codificanti proteine desmosomiali (desmoplachina, placofilina 1, placoglobina e plectina) danno luogo a un fenotipo severo o letale, a riprova della loro importanza nella stabilità epidermica.
La desmoplachina è una proteina fondamentale nella formazione dei desmosomi dove si riscontra con omodimeri a forma di manubrio. Il suo dominio C-terminale si lega ai filamenti intermedi di cheratina del citoplasma mentre il dominio N-terminale si associa alle desmogleine e desmocolline che attraversano lo spazio intercellulare legandosi alle controparti, nonché alla placofilina 1 e alla placoglobina. Possiede inoltre dei domini di legame con la spectrina. La sua centralità nella funzionalità del desmosoma si riflette nell'estrema gravità del quadro clinico della forma di EBS che la interessa.
La placofilina 1 è espressa nella placca interna del desmosoma, Media l'adesione cellula-cellula stabilizzando la desmoplachina e gioca un ruolo anche nella regolazione della differenziazione e della proliferazione cellulare, per questo motivo si riscontrano alterazioni distrofiche nella variante di EBS semplice in cui si verifica perdita di funzione di PKP1.
La placoglobina fa parte della famiglia delle catenine e concorre alla struttura dei desmosomi e delle giunzioni aderenti. Funge da mediatore tra la desmoplachina e le desmogleine nei desmosomi e tra l'α-catenina e le caderine nelle giunzioni aderenti.
La plectina è una proteina localizzata nella placca interna ed esterna dell'emidesmosoma e del desmosoma espressa in tutti gli strati dell'epidermide. Funge da "morsa" tra i filamenti intermedi di cheratina del citoplasma e la subunità β4 dell'integrina α6β4, una proteina transmembrana posta a cavallo tra la placca esterna dell'emidesmosoma e la lamina lucida. Questa proteina viene inoltre espressa alla periferia delle strie Z del muscolo striato e cardiaco dove funge da mediatore tra i filamenti intermedi di desmina, actina e vimentina, collegando tra loro una coppia di strie Z e facilitando l'avvicinamento delle miofibrille.

## Clinica
Forme soprabasali
- L'epidermolisi bollosa semplice superficiale è una forma a trasmissione autosomica dominante dovuta a mutazioni in un gene ancora non identificato. Lo scollamento epidermico si verifica appena al di sotto dello strato corneo dell'epidermide. Le lesioni sono costituite da erosioni superficiali che assomigliano a quelle che si riscontrano in malattie immunobollose come il pemfigo foliaceo. Le lesioni guariscono con formazione di cicatrici atrofiche e chiazze iperpigmentate.[2]
- L'epidermolisi bollosa semplice da deficit di placofilina 1 è una forma a trasmissione autosomico recessiva causata da mutazioni del gene PKP1, codificante per la placofilina 1, espressa nello strato spinoso, coinvolta nel reclutamento delle proteine desmosomiali e nella stabilizzazione della desmoplachina. Le lesioni si presentano alla nascita con ipotricosi e fessure periorali. Durante l'infanzia, in seguito a lievi traumi, si formano lesioni crostose e ragadiformi dolorose specialmente alle superfici palmo-plantari e periorali associate ad alopecia cicatriziale, perdita delle sopracciglia e distrofia ungueale generalizzata.[3]
- La sindrome da desquamazione cutanea acrale è una forma comune a trasmissione autosomico recessiva causata da mutazioni del gene TGM5, codificante per la transglutaminasi 5, espressa nello strato corneo dell'epidermide.[4] Le lesioni sono costituite da bolle indolenti a contenuto sieroso localizzate prevalentemente alle mani e ai piedi che si rompono lasciando erosioni di profondità variabile a seconda dello spessore dello strato corneo. Il quadro clinico è spesso essere simile a quello dell'epidermolisi bollosa semplice localizzata.[5]

Forme basali
- L'epidermolisi bollosa semplice localizzata, precedentemente nota come EBS tipo Weber-Cockayne, è la forma più comune, a trasmissione autosomica dominante, dovuta a mutazioni missenso nei geni KRT5 o KRT14, che codificano per le cheratine 5 e 14, la coppia maggiormente espressa nello strato basale dell'epidermide. In rari casi si possono riscontrare mutazioni in COL17A1, ITGB4 o PLEC, codificanti rispettivamente per il collagene di tipo XVII, la subunità β4 dell'integrina e la plectina.[6] L'esordio avviene solitamente nell'infanzia ma può avvenire anche in età adulta. Le lesioni sono costituite da bolle intraepidermiche a contenuto sieroso o emorragico, spesso molto dolenti, che si formano in seguito a frizione meccanica (per esempio in seguito allo sfregamento della cute contro le scarpe o altri indumenti), specialmente nei periodi dell'anno più caldi e in concomitanza con iperidrosi palmare o plantare. Le lesioni si verificano prevalentemente alle piante dei piedi, nel 10% dei casi ai palmi delle mani e più raramente al collo o all'addome. Durante l'infanzia sono comuni lesioni bollose al cavo orale, in particolare al palato. La distrofia ungueale si verifica raramente e in forme lievi. Le bolle guariscono senza lasciare cicatrici benché, in casi rari, si possano osservare lesioni cicatriziali e formazione di grani di miglio.[7]
- L'epidermolisi bollosa semplice generalizzata intermedia, precedentemente nota come EBS tipo Koebner, è una forma rara a trasmissione autosomica dominante causata da mutazioni nei geni KRT5 o KRT14, che codificano per le cheratine 5 e 14. L'esordio avviene alla nascita o più comunemente durante il primo anno di vita. Le lesioni sono costituite da bolle a contenuto sieroso o emorragico, dolenti, localizzate inizialmente in regione occipitale e agli arti che tendono poi a concentrarsi sulla superficie dorsale e laterale di mani e piedi, meno frequentemente la superficie palmo-plantare e il cavo orale. Le bolle guariscono nella maggior parte dei con esiti cicatriziali limitati, talvolta si osservano grani di miglio. La distrofia ungueale è frequente. In rari casi si sviluppano bolle all'iponichio in grado di causare il distacco della lamina ungueale; queste lesioni guariscono solitamente senza cicatrizzazione, conseguentemente l'unghia tende a ricrescere. Il quadro tende a migliorare in età adulta.[8]
- L'epidermolisi bollosa semplice generalizzata severa, precedentemente nota come EBS erpetiforme o EBS tipo Dowling-Meara, è una forma a trasmissione autosomica dominante nel 70% dei casi e causata mutazioni sporadiche nel 30% dei casi. Si verifica in seguito a mutazioni missenso nei geni KRT5 o KRT14 (codificanti per le cheratine 5 e 14) che interessano residui aminoacidici fondamentali per la corretta polimerizzazione dei filamenti di cheratina, questo rende ragione del fenotipo più grave rispetto alla forma localizzata e a quella intermedia.[9] L'esordio si verifica spesso alla nascita con la comparsa di numerose bolle siero-emorragiche e dolenti alle mucose, distrofia ungueale e formazione di grani di miglio. Le bolle si sviluppano spontaneamente e si presentano con una disposizione anulare, circinata o raggruppata che ricorda quella della dermatite erpetiforme. Nei mesi successivi si assiste alla comparsa di bolle alle superfici palmo-plantari associate a lesioni ipercheratosiche irregolari che confluiscono in un quadro di cheratodermia palmo-plantare. Lesioni bollose si riscontrano anche agli arti, tronco e collo. Le bolle si rompono formando erosioni e croste siero-emorragiche che si risolvono con chiazze iperpigmentate o, in una minoranza dei pazienti, esiti cicatriziali atrofici. Il quadro tende a migliorare in età adulta.[10]
- L'epidermolisi bollosa semplice con pigmentazione a chiazze è una forma a trasmissione autosomica dominante causata da mutazioni missenso nel gene KRT5, codificante per la cheratina 5 e raramente in KRT14, codificante per la cheratina 14.[11] Le lesioni sono costituite da piccole macule brunastre disposte in un pattern reticolare che si presentano alla nascita o compaiono nell'infanzia, si diffondono in modo centripeto dalle regioni acrali al tronco e al collo in età giovanile e tendono a sparire in età adulta. La diffusione delle macule può tuttavia essere anche localizzata ad alcuni distretti corporei. Si riscontrano inoltre lesioni bollose localizzate o generalizzate, cheratosi puntata talvolta confluente in cheratodermia palmo-plantare e distrofia ungueale.[12]
- L'epidermolisi bollosa semplice con eritema migrante circinato è una forma estremamente rara a trasmissione autosomica dominante causata da mutazioni frame-shift nel gene KRT5, codificante per la cheratina 5. Le lesioni sono costituite da bolle siero-emorragiche dolenti generalizzate presenti alla nascita e associate ad un eritema migrante circinato che risolve con chiazze iperpigmentate post-infiammatorie.[13] L'infiammazione è mediata principalmente da un infiltrato di linfociti T CD4+ e CD8+ localizzato alla giunzione dermo-epidermica e nel derma papillare.[14]
- L'epidermolisi bollosa semplice autosomico recessiva legata a cheratina 14 è una forma a trasmissione autosomico recessiva causata da mutazioni nonsense del gene KRT14, codificante per la cheratina 14.[15] Le lesioni sono caratterizzate da bolle siero-emorragiche localizzate prevalentemente a mani, piedi, cavo orale e genitali associate a lieve cheratodermia palmo-plantare e distrofia ungueale di gravità variabile. Le bolle si risolvono con chiazze iperpigmentate post-infiammatorie e talvolta con esiti cicatriziali atrofici.[16]
- L'epidermolisi bollosa semplice autosomico recessiva legata alla distonina è una forma rara a trasmissione autosomico recessiva causata da mutazioni nonsense del gene DST-e, codificante per l'isoforma epidermica della distonina, una proteina costituente gli emidesmosomi. Le lesioni sono caratterizzate da bolle non infiammatorie a contenuto sieroso che si localizzano prevalentemente nelle regioni acrali e si risolvono senza esiti cicatriziali e con chiazze iperpigmentate. Lo sviluppo di nuove lesioni bollose prosegue per tutta la vita e non si verifica un franco miglioramento in età adulta come accade invece in altre forme.[17]
- L'epidermolisi bollosa semplice autosomico recessiva legata all'exofilina 5 è una forma rara a trasmissione autosomico recessiva causata da mutazioni del gene EXPH5, codificante per l'exofilina 5, coinvolta nel trasporto vescicolare intracellulare nei cheratinociti. L'assenza di questa proteina determina alterazioni nei filamenti intermedi di cheratina e fragilità cutanea. Le lesioni sono costituite da scarse bolle e fragilità cutanea nella prima infanzia seguite da erosioni e croste localizzate agli arti in età giovanile. In alcuni casi la distribuzione delle bolle è generalizzata. Le mucose non sono affette.[18]
- L'epidermolisi bollosa semplice legata a deficit di desmoplachina è una forma estremamente rara a trasmissione autosomico recessiva causata da mutazioni del gene DSP, codificante la desmoplachina, una proteina costituente i desmosomi. Le lesioni esordiscono alla nascita e sono costituite da bolle siero-emorragiche, dolenti e generalizzate che interessano anche le mucose. Le erosioni derivanti dalla rottura di queste bolle sono particolarmente essudanti. Si associano alopecia cicatriziale, anomalie dentarie e grave distrofia ungueale. La prognosi è infausta e il decesso avviene in epoca neonatale.[19]
- L'epidermolisi bollosa semplice legata a deficit di placoglobina è una forma estremamente rara a trasmissione autosomico recessiva causata da mutazioni del gene JUP, codificante per la placoglobina, una proteina costituente i desmosomi. Le lesioni sono costituite da erosioni generalizzate con massiva perdita di acqua transepidermica che porta al decesso in epoca neonatale.[20]
- L'epidermolisi bollosa semplice associata a distrofia muscolare è una forma rara a trasmissione autosomico recessiva causata da mutazioni nell'esone 31 del gene PLEC, codificante per la plectina, una proteina costituente la placca interna dell'emidesmosoma e delle strie Z nel muscolo striato, espressa in 8 isoforme. Il fenotipo risultante dipende dalla mutazione e dalle modalità di espressione di queste isoforme. Le lesioni esordiscono alla nascita o nei primi mesi di vita e sono costituite da bolle a contenuto siero-emorragico, dolenti, localizzate in regione acrale o generalizzate e interessanti le mucose. Le bolle si risolvono con esiti cicatriziali atrofici. Si associano alopecia cicatriziale, distrofia ungueale generalizzata, grani di miglio e in rari casi lesioni laringee possono causare cicatrizzazione sopraglottica.[21] Alle manifestazioni muco-cutanee si associa distrofia muscolare con sintomi quali astenia da lieve a grave e debilitazione. In rari casi possono essere riscontrate anche cardiomiopatie e miastenia gravis.[22]
- L'epidermolisi bollosa semplice associata ad atresia pilorica è una forma estremamente rara a trasmissione autosomico recessiva causata da mutazioni del gene PLEC, codificante per la plectina. Le lesioni sono costituite da bolle siero-emorragiche, dolenti e generalizzate associate ad atresia pilorica. Le bolle si rompono formando erosioni che tendono ad infettarsi. La prognosi è infausta e il decesso avviene in epoca neonatale.[23]
- L'epidermolisi bollosa semplice tipo Ogna è una forma estremamente rara a trasmissione autosomica dominante causata da una mutazione missenso (R2110W) nell'esone 31 del gene PLEC, codificante per la plectina. Le lesioni sono costituite da bolle emorragiche, dolenti, localizzate principalmente a mani e piedi, talvolta in altre sedi associate ad ecchimosi e onicogrifosi agli alluci. Questa forma prende il nome da Ogna, villaggio norvegese in cui è stata descritta per la prima volta una famiglia affetta da questa condizione.[24]

## Diagnosi
L'iter diagnostico inizia da un'attenta anamnesi e dall'esame obiettivo del paziente al fine di riscontrare segni e sintomi compatibili con una sospetta epidermolisi bollosa. I pazienti con un'evidente storia familiare di epidermolisi bollosa semplice o distrofica a trasmissione autosomica dominante dovrebbero essere sottoposti a sequenziamento del DNA (metodo Sanger) al fine di riscontrare mutazioni nei geni KRT5, KRT14 o COL17A1 e confermare la diagnosi.
In tutti gli altri casi è necessario effettuare una shave biopsy al fine di stabilire il piano di clivaggio (soprabasale, basale, a livello della lamina lucida o appena al di sotto della lamina densa) che permette di distinguere la tipologia di epidermolisi bollosa (semplice, giunzionale o distrofica) e ricercare altre caratteristiche istopatologiche utili alla distinzione dei sottotipi. La biopsia va effettuata su cute non interessata da lesioni bollose dopo un leggero sfregamento, tale da produrre un lieve eritema. Vanno evitate biopsie di lesioni bollose in quanto potrebbero essere troppo vecchie per fornire risultati positivi all'immunostaining a causa della degradazione proteolitica degli antigeni. I campioni devono essere opportunamente fissati ed inclusi in resina per la possibilità di un esame al microscopio elettronico.
L'immunofluorescenza può essere utilizzata per definire il livello di clivaggio grazie ad anticorpi legati ad un fluorocromo diretti verso proteine che si trovano in sedi specifiche nell'epidermide o della giunzione dermo-epidermica. L'esame viene effettuato solitamente su sezioni congelate. È inoltre possibile ricorrere ad anticorpi che si legano a proteine mutate nei vari sottotipi di epidermolisi bollosa. In questo caso la scarsa o mancata visualizzazione della fluorescenza per un dato antigene dimostrerà la sua carenza o assenza permettendo di distinguere i vari sottotipi di EBS. L'esame in questo caso viene effettuato su sezioni incluse in paraffina, con l'eccezione delle indagini su proteine transmembrana.
Se la microscopia ottica o l'immunofluorescenza non sono risultate sufficienti nello stabilire una diagnosi precisa ci si affida alla microscopia elettronica. Nell'epidermolisi bollosa semplice il distacco si verifica a livello soprabasale o basale ed è spesso associato ad acantolisi, citolisi, disgregazione e scarsi tonofilamenti (EBS autosomico recessiva legata a KRT14) aggregazione "a palloncino" dei filamenti intermedi di cheratina nello strato basale (EBS generalizzata severa), anomalie nella struttura desmosomiale o emidesmosomiale (EBS con coinvolgimento di proteine desmosomiali) o vescicole perinucleari raggruppate (EBS autosomico recessiva legata ad EXPH5).
Se neppure la microscopia elettronica ha condotto ad una diagnosi definitiva, si procede con il sequenziamento del DNA, estratto solitamente dal sangue periferico o dalla saliva; in certi casi si rende necessario estrarlo dai cheratinociti. Sono state inoltre sviluppate diverse tecnologie di sequenziamento parallelo in grado di sequenziare l'intero genoma in circa 1 settimana.

## Terapia
Non è disponibile alcun trattamento curativo per l'epidermolisi bollosa semplice.
I pazienti con forme severe di EBS devono innanzitutto evitare traumi anche lievi alla cute e alle mucose data la fragilità cutanea e la facilità di formazione di nuove bolle. Va inoltre evitata la permanenza in ambienti caldi e umidi. Le erosioni devono essere deterse con soluzione fisiologica oppure con antisettici come creme contenenti clorexidina o perossido d'idrogeno e coperte da bendaggi non aderenti. Le creme antibiotiche, se necessarie, dovrebbero essere utilizzate per brevi periodi per la possibilità di indurre lo sviluppo di antibiotico-resistenza.
I neonati dovrebbero essere assistiti da personale infermieristico specializzato su cuscinetti in schiuma di poliuretano per minimizzare i traumi.

## Prognosi
L'epidermolisi bollosa semplice ha una prognosi solitamente migliore rispetto alle forme giunzionali e distrofiche, tuttavia, benché la maggior parte delle varianti abbia una prognosi buona con una normale aspettativa di vita, alcune forme sono gravi (come l'epidermolisi bollosa semplice severa) e altre estremamente rare (come l'epidermolisi bollosa legata a deficit di desmoplachina) conducono al decesso in epoca neonatale.